# Боришевский, Анджей
Анджей Боришевський (пол. Andrzej Boryszewski, около 1435 — 20 апреля 1510, Лович) — польский римско-католический религиозный деятель. Львовский архиепископ.
Принадлежал к польскому шляхетскому роду герба Порай.
23 мая 1488 назначен на должность архиепископа Львова, 1 февраля 1501 — апостольским администратором Перемышльской епархии Римско-Католической церкви, 18 декабря 1503 — архиепископом Гнезно и Примас Польши. 
Умер в городе Лович.